# Деца комунизма
Деца комунизма је историографска књига и бестселер новинара Миломира Марића из 1987. године, која се бави животима високих функционера Комунистичке партије Југославије и друштвено-политичких радника, на начин који је по први пут одступао од њихових званичних биографија.

## Опис
Као млад новинар, Миломир Марић је почео да се упознаје и дружи са многим истакнутим политичарима и члановима Савеза комуниста Југославије, на заласку или крају њихове каријере. То му је омогућило да сазна и чује многе појединости о којима се није говорило на званичним местима. Из свега тога, настала је књига "Деца комунизма".
На почетку књиге, Марић описује предратне функционере Комунистичке партије Југославије, међу којима су многи пострадали у Стаљиновим чисткама или под чудним околностима. Неки од људи о којима овде говори јесу: Карло Штајнер, Живојин Павловић, Драгиша Васић, Владислав Рибникар, Божидар Масларић, Сима Марковић, Мустафа Голубић, Иван Мачек, Илија Милкић, Триша Кацлеровић, Иван Марић, Јосип Копинич...
Књига "Деца комунизма" је пружила нове погледе на биографије многих партијских функционера, који су до тада били недодирљиви и измицали свакој критици или преиспитивању. Ту се бави животима Константина Коче Поповића, Владимира Велебита, Родољуба Чолаковића, Сретена Жујовића Црног, Светозара Вукмановића Темпа, Срђе Прице, Владимира Дедијера, др Николе Петровића, Благоја Нешковића, генерала Велимира Терзића, Михаила Швабића, Радована Зоговића, Ратомира Ратка Дугоњића, Авда и Олге Хумо...
На самом крају, говори се о познатим учесницима великих студентских демонстрација 1968. године: редитељима Душану Макавејеву, Желимиру Жилнику и Љубиши Ристићу.
У овој књизи, први пут се говорило о многим стварима које је прећутала званична историографија у социјалистичкој Југославији. Штампане су до тада непознате фотографије кардинала Алојзија Степинца на прослави Дана устанка народа Хрватске у Загребу 1945. године, где се налази поред Владимира Бакарића и совјетских генерала на свечаној бини. Откривено је и да је владика Николај Велимировић био заточеник логора Дахау, као и да је постојала сарадња југословенских партизана са немачким окупационим снагама, када се до тада писало и говорило само о сарадњи генерала Михаиловића са окупаторима. Такође, први пут се писало о Анти Топићу Мимари.
Осим рушења историјских табуа, Миломир Марић је желео да укаже на суноврат једне генерације која изнова ствара оштре класне разлике и где деца партијских кадрова уживају апсолутне привилегије:
Чак ни велики криминалац ниси могао да постанеш ако ти отац није био пуковник УДБЕ или КОС-а.— Миломир Марић

## Издања
Први пут се књига "Деца комунизма" појавило 1987. године у издању "Младости". Књига је доживела огромну популарност, а Марић је добио прилику да је промовише у иностранству. Између осталог, о књизи је говорио на Универзитету Стенфорд и Универзитету Харвард.
Пољски историчар Адам Михњик је "Децу комунизма" штампао у својој едицији на пољском језику, уз антистаљинистички есеј "Заробљени ум" Чеслава Милоша, добитника Нобелове награде за књижевност.
Поново је штампана 2014. године у два тома у издању Лагуне. Први том носи поднаслов "Магле са истока" (осам издања), а други "Људи новог доба" (пет издања).

## Критике

### Позитивне критике
Милован Ђилас, некадашњи високи партијски и државни функционер, као дисидент је саркастично рекао:
Марићу, вас је под своје узела београдска реакција и вас треба обесити на Теразијама.— Милован Ђилас
Титов биограф, историчар и академик Владимир Дедијер је позитивно гледао на Марићево дело:
Марић припада неустрашивој генерацији која је видела у шта су се претворили наши лепи снови и идеали!— Владимир Дедијер
Политиколог и новинар Љубомир Кљакић је у овој књизи највише вредновао људскост ликова:
Деца комунизма су приповест о револуционарној авантури, испричана у једино примереном жанру – акционом. Пред нама се јављају људи са свим својим врлинама и манама, победама и поразима, уверењима и заблудама, истинама и лажима. Ни анђели, ни ђаволи. Просто људи којима се дала прилика или су је сами створили да у згуснутим периодима историје одиграју важне и далекосежне улоге.— Љубомир Кљакић
О "Деци комунизма", позитивно су се изјашњавали Данило Киш и Мирко Ковач.

### Негативне критике
Марић тврди да је Коча Поповић, савезни секретар за иностране послове и потпредседника СФРЈ, са којим се дружио последњих година његовог живота, у својим приватним белешкама записао:
Шта је доживела моја велика генерација, да јој судија буде овај балавандер Миломир Марић.
Књижевник Милован Данојлић је оштро критиковао "Децу комунизма":
Иза Марићевог цинизма је пустош и безнађе једног младог нараштаја  Презире званичну власт, увиђа крах њене идеологије и ни у шта не верује, па од данашњег жалосног стања прави неку врсту садистичке забаве, чији су јунаци исти као и припадници чикашког подземља  Кроз страхоте и злочине остваривали су своје идеале бораца за народна и радничка права, тобоже ради камуфлаже, живећи на високој нози и кријући се иза борсалино шешира  Дакле, једна убиствена књига, која више личи на  мафијашку,  криминалну  хронику,  него  на  историју  слободарског и хуманог покрета  А безобзирна пљачка, похлепа и обмана, остала је скривена иза лажљивих имена и идеала
Због нових сазнања о кардиналу Алојзију Степинцу, које је Марић објавио у књизи, на насловној страни је реаговао Глас Концила, католички недељник из Загреба.